# Zomerstorm

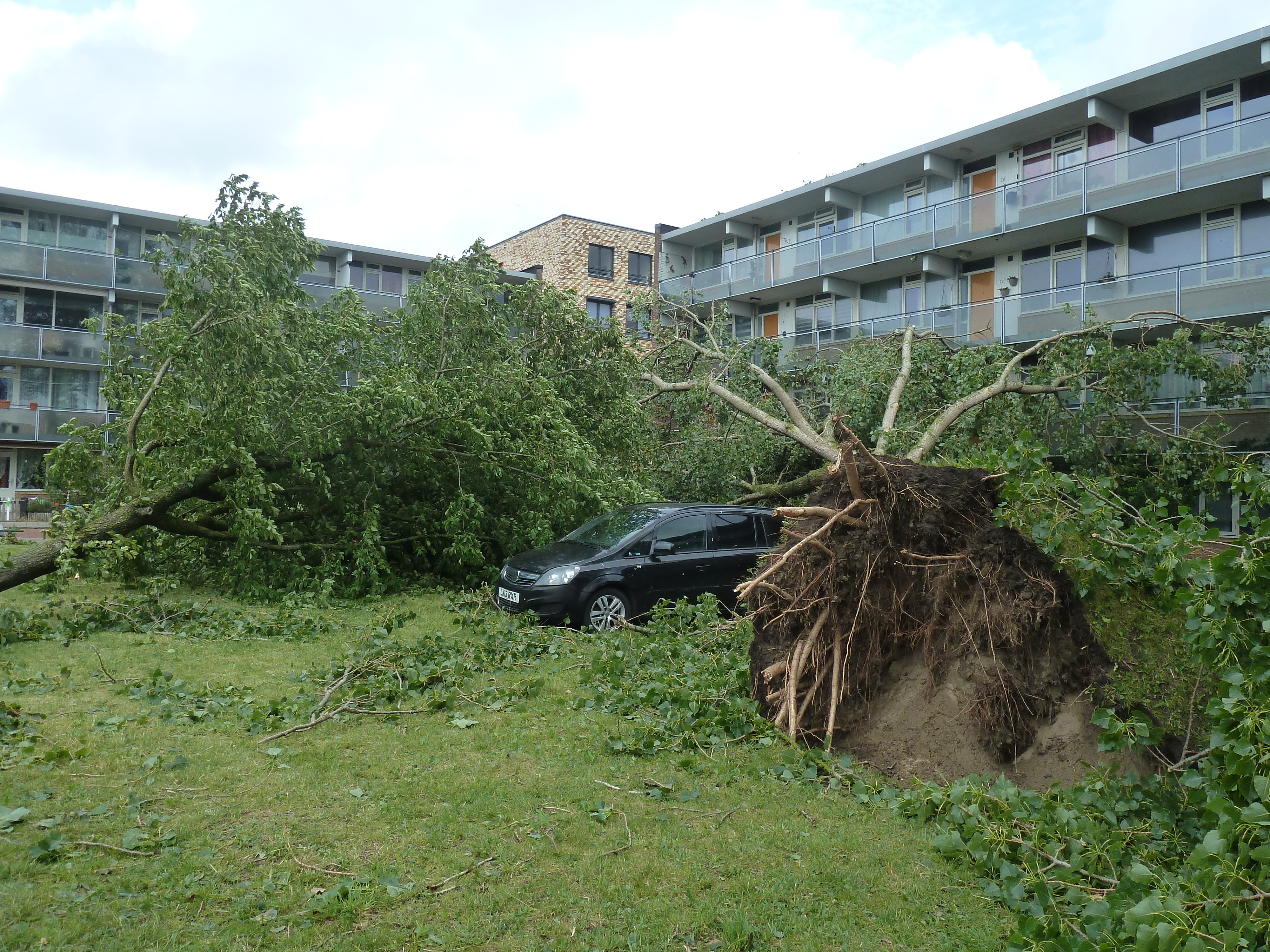
Ravage na een zware zomerstorm

Een zomerstorm is een storm die in de zomer optreedt. Een storm wordt door het Koninklijk Nederlands Meteorologisch Instituut (KNMI) een zomerstorm genoemd als hij valt in de meteorologische zomer  van juni tot augustus. In West-Europa komen de meeste stormen voor in de periode oktober-april, maar ook in de zomerperiode kan het hard waaien.

## Gevolgen
In de zomer duren stormen minder lang dan in de winter, maar dat maakt het niet minder gevaarlijk. Zomerstormen komen vaak plotseling opzetten en met name watersporters en houders van strandtenten in de problemen brengen. Bomen die vol in blad staan vangen meer wind en zijn daardoor kwetsbaarder, vooral als het ook hevig regent. 

## Nederland
Een Pinksterstorm in 1860 motiveerde de directeur van het KNMI, Buys Ballot, tot oprichting van de stormwaarschuwingsdienst. Ook in dat opzicht is de gelijkenis treffend: de storm van 28 mei 2000 was de eerste waarbij een nieuw waarschuwingssysteem, het weeralarm, zijn diensten bewees. Uit onderzoek blijkt dat 72% van de bevolking van Nederland kennis heeft genomen van de waarschuwingen en meer dan de helft heeft maatregelen genomen om schade te voorkomen. 
In de nacht van 26 op 27 augustus 1912 trok een zomerstorm dwars over Nederland. In Amsterdam zakte de luchtdruk tot 968 hPa, een zeldzaamheid, zeker in de zomer. Hoek van Holland registreerde een windstoot van 148 km/h. De koude augustus van 1956 geleek met vier stormen op een herfstmaand. De rekenmodellen van de atmosfeer en de mogelijkheden om waarschuwingen te verspreiden zijn beter dan in het verleden, zomerstormen kunnen daardoor meestal tijdig worden aangekondigd. 
Storm Poly in juli 2023 was de zwaarste zomerstorm die in Nederland ooit werd gemeten. Er werden windstoten gemeten van 146 km/u en een uurgemiddelde windkracht 11. De storm van 27 augustus 1912 was daarvoor de zwaarste zomerstorm sinds het begin van de metingen.